# Physcomitrium latifolium
Physcomitrium latifolium là một loài Rêu trong họ Funariaceae. Loài này được (Brid.) Bruch & Schimp. mô tả khoa học đầu tiên năm 1841.